# Juan Carlos Martín Martínez
Juan Carlos Martín Martínez (Alovera, Guadalajara; 17 de febrero de 1967) es un exciclista y político español.
Fue ciclista profesional entre 1989 y 1995 y técnico en la RFEC. entre 2001 y 2008, fue seleccionador de las selecciones femeninas de ciclismo en ruta de España absoluta, sub-23 y junior, participando en ocho campeonatos mundiales, ocho campeonatos europeos y en los juegos olímpicos de Atenas 2004 y Pekín 2008.  
Desde 2007 es concejal en el Ayuntamiento de Alovera por el Partido Popular y entre 2011 y 2015 fue director general de Deportes de la Junta de Comunidades de Castilla-La Mancha.

## Trayectoria deportiva
Tras ser uno de los más destacados amateur, debutó con veintidós años como profesional de la mano de Javier Mínguez en el equipo BH, que después pasó a denominarse Amaya Seguros. 
De perfil escalador, su labor siempre era la de gregario de los diferentes jefes de filas que tuvo, como Laudelino Cubino, Fabio Parra, Jesús Montoya y Oliverio Rincón. Participó, entre otras, en dos Tour de Francia (1992 y 1993), un Tour del Porvenir, dos Vuelta a Colombia (1991 y 1992), un Clásico RCN, un Tour de Polonia, dos Tour DuPont y una Vuelta a Portugal.
Terminó su carrera como profesional tras siete años en el equipo Castelblanch/Mx-Onda a las órdenes de Maximino Pérez.
Tras su retirada ha ejercido como técnico en la Federación de Ciclismo de Castilla-La Mancha y como seleccionador de la RFEC. equipos femeninos de ciclismo en ruta de España absoluta, sub-23 y junior entre 2001 y 2008. En la dirección de la selección femenina Dori Ruano consiguió la medalla de bronce en la contrarreloj del Mundial de Lisboa 2001; Joane Somarriba consiguió la medalla de bronce en Mundial de Zolder 2002, la medalla de oro en el Mundial de Hamilton 2003 y la medalla de plata en Mundial de Madrid 2005, y Maribel Moreno, la medalla de oro en ruta y la medalla de bronce en contrarreloj en el Europeo sub-23 femenino de Atenas 2003 y el tercer puesto en el Giro de Italia de 2007.

## Palmarés
- 1º GP LLODIO,
- 1º MONTAÑA VUELTA ANDALUCÍA,
- 3º GENERAL VUELTA AL ALGARVE  (PORTUGAL)
- 2º ETAPA VUELTA AL ALGARVE (PORTUGAL)
- 1º MONTAÑA ZARAGOZA-SABIÑAÑIGO
- 63.º Tour del 92
- 82.º Tour del 93

## Participaciones más significativas
- 2 Tour de Francia (años 92 y 93)
- V. Polonia 2005,
- DOos vueltas a Colombia,
- Tour de Dupont (EE. UU.),
- Tour del Porvenir (Fra.)
- V. PORTUGAL

## Resultados en las Grandes Vueltas
| Carrera         | 1989 | 1990 | 1991 | 1992 | 1993 | 1994 | 1995 |
| --------------- | ---- | ---- | ---- | ---- | ---- | ---- | ---- |
| Giro de Italia  | -    | -    | -    | -    | -    | -    | -    |
| Tour de Francia | -    | -    | -    | 63.º | 82.º | -    | -    |
| Vuelta a España | -    | -    | -    | -    | -    | -    | -    |
| Mundial en Ruta | -    | -    | -    | -    | -    | -    | -    |

-: No participa

Ab.: Abandono

### Otros premios
- Popular Deportivo Nueva Alcarria en 1992.
- Medalla de Plata al Mérito Deportivo de Castilla-La Mancha.
- Medalla de oro de la Federación de Fútbol de Castilla-La Mancha en 2012.
- Medalla de oro del Comité Técnico de Árbitros de Castilla-La Mancha en 2013.
- Medalla de bronce de la Real Orden al Mérito Deportivo en 2015.

## Trayectoria política
Desde 2007 es concejal en el Ayuntamiento de Alovera, su localidad natal, por el Partido Popular, y entre 2007 y 2011 fue concejal de Deportes. Desde 2011 es portavoz del Grupo Popular Ayuntamiento y presidente de la junta local del Partido Popular en Alovera. 
De 2001 a 2015 formó parte del gobierno dirigido por María Dolores de Cospedal, que le designó director general de Deportes de la Junta de Comunidades de Castilla-La Mancha, desde donde impulsó la ley de la actividad física y el deporte de Castilla-La Mancha y el plan Castilla-La Mancha +Activa.